# Żółkiewka
Żółkiewka è un comune rurale polacco del distretto di Krasnystaw, nel voivodato di Lublino.
Ricopre una superficie di 130,01 km² e nel 2004 contava 6 220 abitanti.